# 触装!魔法少女ヒカル
『触装!魔法少女ヒカル』（しょくそうまほうしょうじょヒカル）は、魔法少女・戦闘美少女を題材とする18禁のパソコンゲーム（アダルトゲーム）ソフトである。
BLACK Lilithより、ダウンロード版が2009年10月23日に、パッケージ版が同年10月30日にそれぞれ発売された。

## あらすじ
魔法生物を融合させた人間を怪人が中心となってテロ活動を行う妖魔結社ネメシスの首領の実弟・真木ジョージは、ネメシスを裏切って逃走していた。その際に持ち出した魔法生物インジェルの適合者を探すべくジョージは聖英女学院に向かい、そこで会った有紀ヒカルに魔法少女になるよう頼み込む。5人の女子生徒が犠牲になった連続婦女暴行事件について尋ねるヒカルに対し、ジョージはインジェルへの適合性を見出されて事件が引き起こされたと答える。復讐の念に燃えるヒカルは、魔法少女になってネメシスと戦うことを誓うのだった。

## 登場人物
有紀 ヒカル（ゆうき ヒカル）
声：計名さや香
聖英女学院2年生。物静かで冷静な少女。
魔法少女に変身すると巨乳の美女となり、タコ型生物をモチーフとした衣装を身にまとう。また、顔つき・性格も変わるほか、常に性感帯が触手に触れられているため、性的な快感を覚えている。
有紀 アスカ（ゆうき アスカ）
声：緒田マリ
ヒカルの母。実はネメシスの幹部である魔法少女。魔法少女になると、普段の豊満な肉体を持つ熟女とは対照的に、金髪碧眼の少女になるが、母親としてヒカルが普通の女の子として生きてほしいと望んでいる。
真木 ジョージ（まき じょーじ）
声：平雅明
ネメシス首領の実弟で、逃走時にインジェルであるオクトヴァを寄生させた状態で持ち出した。
ビッグJ（ビッグジェイ）
声：小次狼
妖魔結社ネメシス日本支部首領で、ジョージの兄。

## 用語
インジェル
人間に憑依し、その肉体を変化させる魔法生物。人間の男が使うと高確率で理性を失い、性欲に生きる怪物となってしまう。そのため、女が使用して魔法少女になることが望ましいが、適性がないとネメシスの首領によって操られてしまう。

## スタッフ
- 企画・原画 - ズンダレぽん
- 原作・シナリオ - そのだまさき
- グラフィック - チームズンダレぽん
- 音楽 - 伊福部武史（Angel Note）
- 演出 - 巫浄スウ、EDEN
- 監督 - 宮塚リキロ
- ナレーション - 平野響子